# Eliminatórias da Copa do Mundo FIFA de 2022 – CAF (terceira fase)
Esta página apresenta os resultados das partidas da terceira fase das eliminatórias africanas (CAF) para a Copa do Mundo FIFA de 2022.

## Formato
Os dez vencedores dos grupos da segunda fase serão divididas em 5 chaves de 2 seleções que jogarão partidas de ida e volta, com as equipes distribuídas com base no Ranking Mundial da FIFA. . A equipa com classificação inferior joga a primeira mão em casa. Os vencedores de cada jogo se classificam para a Copa do Mundo FIFA de 2022.

## Seleções classificadas
| Grupo | Vencedor |
| ----- | -------- |
| A     | Argélia  |
| B     | Tunísia  |
| C     | Nigéria  |
| D     | Camarões |
| E     | Mali     |
| F     | Egito    |
| G     | Gana     |
| H     | Senegal  |
| I     | Marrocos |
| J     | RD Congo |

## Sorteio
O sorteio para esta fase foi realizado em 22 de janeiro de 2022 em Duala, Camarões. A divisão das seleções nos potes é baseada no ranking da FIFA de novembro de 2021.
| Pote 1                                                            | Pote 2                                                     |
| ----------------------------------------------------------------- | ---------------------------------------------------------- |
| Senegal (20) Marrocos (28) Tunísia (29) Argélia (32) Nigéria (36) | Egito (45) Camarões (50) Gana (52) Mali (53) RD Congo (64) |

## Partidas
| Equipe 1 | Total       | Equipe 2 | 1.º jogo | 2.º jogo  |
| -------- | ----------- | -------- | -------- | --------- |
| Egito    | 1–1 (1−3 p) | Senegal  | 1–0      | 0–1 (pro) |
| Camarões | 2–2 (gf)    | Argélia  | 0–1      | 2–1 (pro) |
| Gana     | 1–1 (gf)    | Nigéria  | 0–0      | 1–1       |
| RD Congo | 2–5         | Marrocos | 1–1      | 1–4       |
| Mali     | 0–1         | Tunísia  | 0–1      | 0–0       |

| 25 de março de 2022 | Egito          | 1 – 0     | Senegal | Estádio Internacional do Cairo, Cairo |
| 21:30 (UTC+2)       | Ciss 4' (g.c.) | Relatório |         | Árbitro: COD Ndala Ngambo             |

| 29 de março de 2022 | Senegal         | 1 – 0 (pro) | Egito | Estádio Olímpico Diamniadio, Dakar   |
| 17:00 (UTC+0)       | Fathi 4' (g.c.) | Relatório   |       | Árbitro: ALG Mustapha Ghorbal (FIFA) |

|                                        |       | Penalidades                 |  |
| Koulibaly Ciss Ismaïla Sarr Dieng Mané | 3 – 1 | Salah Zizo El Solia Mohamed |  |

| 25 de março de 2022 | Camarões | 0 – 1     | Argélia     | Estádio Japoma, Duala     |
| 18:00 (UTC+1)       |          | Relatório | Slimani 40' | Árbitro: BOT Joshua Bondo |

| 29 de março de 2022 | Argélia    | 1 – 2 (pro) | Camarões                               | Estádio Mustapha Tchaker, Blida |
| 20:30 (UTC+1)       | Touba 118' | Relatório   | Choupo-Moting 22' · Toko Ekambi 120+4' | Árbitro: GAM Bakary Gassama     |

| 25 de março de 2022 | Gana | 0 – 0     | Nigéria | Cape Coast Sports Stadium, Cape Coast |
| 19:30 (UTC+0)       |      | Relatório |         | Árbitro: MAR Redouane Jiyed           |

| 29 de março de 2022 | Nigéria                | 1 – 1     | Gana       | Estádio Nacional, Abuja  |
| 18:00 (UTC+1)       | Troost-Ekong 22' (pen) | Relatório | Partey 10' | Árbitro: TUN Sadok Selmi |

| 25 de março de 2022 | RD Congo  | 1 – 1     | Marrocos       | Stade des Martyrs, Kinshasa |
| 16:00 (UTC+1)       | Wissa 12' | Relatório | Tissoudali 76' | Árbitro: RSA Victor Gomes   |

| 29 de março de 2022 | Marrocos                                        | 4 – 1     | RD Congo    | Estádio Mohammed V, Casablanca         |
| 20:30 (UTC+1)       | Ounahi 21', 54' · Tissoudali 45+7' · Hakimi 69' | Relatório | Malango 77' | Árbitro: BDI Pacifique Ndabihawenimana |

| 25 de março de 2022 | Mali | 0 – 1     | Tunísia            | Stade du 26 Mars, Bamaco           |
| 17:00 (UTC+0)       |      | Relatório | Sissako 36' (g.c.) | Árbitro: ETH Bamlak Tessema Weyesa |

| 29 de março de 2022 | Tunísia | 0 – 0     | Mali | Estádio Olímpico Hammadi Agrebi, Tunes |
| 20:30 (UTC+1)       |         | Relatório |      | Árbitro: SEN Maguette N'Diaye          |